# Grigore Sălceanu
Grigore Sălceanu  (n. 23 aprilie 1901, Galați, România – d. 19 iulie 1980, Constanța, România) a fost un poet și dramaturg român, membru titular al Uniunii Scriitorilor din România.

## Biografie
După studiile primare de la Galați  a continuat studiile liceale la Liceul Vasile Alecsandri din Galați, liceul Spiru Haret din Tulcea și Liceul Mircea cel Bătrân din Constanța.
Din 1922 a urmat Facultatea de Litere și Filozofie la Universitatea din București. În acest timp a frecventat și cenaclul literar condus de criticul Mihail Dragomirescu.
A continuat studiile la Sorbona, unde a urmat cursurile unor profesori ca Daniel Mornet, André Le Breton, Gustave Michaud.
După terminarea studiilor și întoarcerea în țară a fost numit profesor la Liceul Mircea cel Bătrân din Constanța, devenind titularul catedrei de limba franceză. Ca profesor, a început să colaboreze la revistele: Analele Dobrogei, Convorbiri literare, Ritmul vremii, Salonul literar, Făt-Frumos și Universul literar.
În 1936 a întemeiat la Constanța un cenaclu literar, pe care l-a condus timp de 20 de ani, îndrumând tinerele talente dobrogene. 
Grigore Sălceanu s-a ocupat și de traduceri, traducând din limba franceză în română poemele Omul și marea de Charles Baudelaire, Napoleon II de Victor Hugo și Nevermore de Paul Verlaine.
Grigore Sălceanu a tradus în limba franceză poemul Luceafărul de Mihai Eminescu și poeziile populare Miorița și Meșterul Manole. 

## Scrieri
Volume de versuri:
- Flori de mare (1928)
- Fierbea azi-noapte marea (1933)
- Basmul Smeilor (poeme feerice) (1934)
- Feerie (1936)
- Nopți pontice (1937)
- Fata de împărat (1941)
- Poemul creațiunii (1942)

Dramaturgie:
- Ovidius, (tragedie în cinci acte)
- Tropaeum Traiani (dramă în versuri)

Ambele piese au fost jucate pe scena Teatrului Dramatic din Constanța. 
- Decebal (piesă în versuri)
- Turnul de rubin (piesă în proză)
- Țara vânturilor (piesă în proză)

## Premii și distincții
- Premiul pentru poezie al Institutului de literatură pentru traducerile din lirica franceză (1925)
- Premiul de poezie Ioan N. Roman (1934,)
- Premiul Adamachi decernat de Academia Română, pentru poemul Fata de împărat (1943)

A fost decorat în 20 aprilie 1971 cu Ordinul Meritul Cultural clasa a III-a (1971) „pentru merite deosebite în opera de construire a socialismului, cu prilejul aniversării a 50 de ani de la constituirea Partidului Comunist Român”.